# Всплывший торфяник
Всплывший торфяник (Плавучие торфяные острова) — плавающие по поверхности водоёма острова, состоящие в основном из торфа.
Образуются только в искусственных водоёмах, как правило, в искусственных водохранилищах, при затоплении торфяных болот. Болотные газы поднимают мощные пласты торфа. Происходит такое всплытие в основном в течение 5—15 лет после затопления. Всплывший торфяник может сохранять связь с подводным грунтом и фиксироваться на одном месте, например остров Святовский Мох на Рыбинском водохранилище имеет площадь около 11 квадратных километров и стабильно зафиксирован на мелководье. Однако от всплывших торфяников при волнении отрываются значительные участки, образующие плавучие острова. Например, в 2009 году плавучий остров на Нарвском водохранилище имел площадь 4 га. Оторвавшись от российского берега, он сначала причалил к эстонскому берегу, дав повод для рассуждений о территориальном казусе на границе, но потом был спущен через плотину.
Торфяник вначале лишен растительности, со временем на нём может появиться растительность болотного типа, в частности ягодные кустарники (клюква, морошка и др.), вырастает также ива и берёза. Торфяная масса порой фиксирует плавающие древесные остатки, например всплывшие стволы или корневища затопленного леса, образующие дополнительный субстрат плавающего острова. Водоплавающие птицы активно используют острова для гнездовий, занося на них семена растений. Обилие ягодников привлекает любителей сбора, но нахождение на таких островах представляет повышенную в сравнении с обычными болотами опасность.
Дрейфующие по водохранилищам острова создают помехи судоходству и угрожают гидросооружениям. Руководство Нарвской ГЭС утверждает, что через плотину ГЭС сбрасывается до 3—4 островов за сезон, и что это необходимо для безопасности ГЭС и гидротехнических сооружений. Попытки зафиксировать острова на водохранилище эффекта не дали .